# Claudia, cuore senza amore
Claudia, cuore senza amore (Velo negro, velo blanco) è una telenovela peruviana prodotta da Luis Llosa e trasmessa da Latina Televisión nel 1991.
In Italia è andata in onda in prima visione su Rete 4 nel 1992.

## Trama
È la storia di Claudia, una ragazza che vive con la zia Ada, cattiva e ambiziosa. La zia costringe Claudia a sposare il malvagio Alfredo in cambio di denaro, anche se Claudia ama Lorenzo, un giovane fotografo che si innamora di Claudia a prima vista. Claudia decide di sposare Alfredo, ma durante la ceremonia Alfredo viene ucciso. Claudia ha una storia con 
Lorenzo, ma la sua felicità non durerà a lungo  quando scopre che Alfredo è vivo e ha simulato la morte per sfuggire alla polizia. Claudia decide di fuggire, in modo che Alfredo non la possa trovare. Alfredo viene imprigionato e finalmente Claudia e Lorenzo possono essere felici.

## Personaggi e interpreti
- Claudia (in originale: Camila Bremen), interpretata da Lucero Sánchez, doppiata da Giuppy Izzo. Una brava ragazza che sogna di trovare l'amore.
- Lorenzo (in originale: Gonzalo Hinojosa), interpretato da Braulio Castillo. Un giovane sognatore che si innamora di Claudia.
- Alfredo (in originale: Anibal Montenegro), interpretato da Gustavo Rojo. Un uomo malvagio capace di tutto per ottenere ciò che vuole.